# Eucalyptus tectifica
Eucalyptus tectifica är en myrtenväxtart som beskrevs av Ferdinand von Mueller. Eucalyptus tectifica ingår i släktet Eucalyptus och familjen myrtenväxter. Inga underarter finns listade i Catalogue of Life.